# نصر الدين عبد الباري
نصرالدين عبد الباري هو وزير العدل السوداني في حكومة السودان الانتقالية، ويلقب بنصر الدين مريسة، أكاديمي وباحث ومستشار مستقل في القانون الدولي، والقانون الدستوري، و قوانين وسياسات الهجرة والمواطنة، والقانون الدولي لحقوق الإنسان. حاصل على درجة البكالوريوس وماجستير القوانين من جامعة الخرطوم، وماجستير القوانين من جامعة هارفارد.
ولد وزير العدل بالخرطوم لوالدين منحدرين من منطقة وادي صالح بولاية وسط دارفور تلقى تعليمه الاساسي بولاية الخرطوم.

## وظائف التحق بها
عمل عبد الباري معيداً ثم محاضراً بقسم القانون الدولي والمقارن بكلية القانون بجامعة الخرطوم، حيث قام بتدريس مادة القانون الدولي العام، والقانون الدولي الخاص (سمنار)، والمدخل إلى النظام القانوني الإنجليزي (سمنار). علاوة على ذلك، عمل عبد الباري، بزمالة من كلية القانون بجامعة هارفارد، رئيس وحدة الحماية وبناء السلام والرعاية النفسية لمنظمة السودان للتنمية الاجتماعية (سودو). في شرق أفريقيا، عمل عبد الباري مستشاراً بمبادرة المجتمع المفتوح لشرق أفريقيا، التابعة لمؤسسات المجتمع المفتوح، وباحثاً رفيعاً بمعهد الأخدود العظيم في نيروبي بكينيا ثم عينه رئيس الوزراء الحالي في السودان عبدالله حمدوك وزيراً للعدل.

## إسهاماته
قد ألف مقالات نشرت بعدد من الدوريات العلمية كمجلة القانون الأفريقي التي تصدرها جامعة كامبريج (بالنيابة عن كلية الدراسات الآسيوية والأفريقية التابعة لجامعة لندن)، ومجلة القانون الأفريقي التي تصدرها جامعة بريتوريا بجنوب أفريقيا، ومجلة بيركبيك القانونية، التي تصدرها جامعة لندن. كما كتب بالاشتراك مع البروفيسور محمد إبراهيم خليل كتاباً بعنوان “الدستور المستقبلي للسودان: تطلعات ورؤى،” نشرته جامعة الأحفاد للبنات، الخرطوم، السودان. و قد حصل على درجة الدكتوراه في القانون من جامعة جورجتاون بالولايات المتحدة.